# Lope Díaz I. de Haro

Wappen des Hauses Haro

Lope Díaz I. de Haro (* um 1105; † 6. Mai 1170) war 4. Señor von Vizcaya; in den Jahren zwischen 1147 und 1170 war er – als Angehöriger des Hauses Haro – neben dem regierenden König bzw. Kaiser Alfons VII. von Kastilien und León inoffizieller Regent des Königreichs Kastilien.

## Leben
Lope Díaz I. de Haro war der älteste Sohn von Diego López I. de Haro und seiner Frau, der Gräfin María Sánchez. Nach dem Tod seines Vaters († 1124) zog der aragonesische König Alfonso I., genannt Alfonso Batallador († 1134) sämtliche Titel und Besitztümer der Familie ein, woraufhin Lope Díaz sich mit seiner Familie in der Stadt Nájera niederließ, welche er vom neuen Machthaber Alfons VII. als Besitz übereignet bekam. Zwei Jahre später (1138) kam die Gegend um Álava hinzu und im Jahr 1140 das Gebiet um die Stadt Haro, das bereits sein Vater besessen hatte. Nach Zwistigkeiten mit dem König (man spricht sogar von einer „Rebellion“) wurden seine Besitztümer eingezogen, doch schon bald versöhnte man sich. Nichtsdestoweniger bestimmte Alfons VII. Nájera zu einem neuen Unterkönigreich für seinen Sohn Sancho III. († 1158), doch schon in den Jahren 1154/55 hatte Lope Díaz die Kontrolle wiedererlangt. Alfons VIII., der Nachfolger des nur kurz regierenden Sancho III., bestimmte, dass Lope Díaz mehrere wichtige Besitztümer als Lehen erhielt.
Bereits im Jahr 1162 holte Lope Díaz Mönche des Prämonstratenserordens in das traditionsreiche Kloster San Juan de la Peña sowie in andere Klöster seiner neu gewonnener Besitztümer. Kurz zuvor hatte er seine Frau Aldonza geheiratet, mit der er 11 Kinder hatte – darunter die zweitälteste Tochter Urraca, die im Jahr 1187 ihren Geliebten, den leonesischen König Ferdinand II., ehelichen sollte.

## Nachkommen
- Diego López II. de Haro († 1214), Nachfolger[1]
- Rodrigo López de Haro, († 1186) Leutnant[2]
- Mencía López de Haro, († um 1223) verh. mit dem Grafen Álvar Pérez de Lara
- Urraca López de Haro († 1230), Gattin König Ferdinands II. von León[3]
- Aldonza López de Haro
- Elvira López de Haro
- García López de Haro, Fahnenträger Ferdinands II. von 1186 bis 1188
- Sancha López de Haro
- Estefanía López de Haro
- Toda López de Haro
- María López de Haro

Außerdem
- Lope López de Haro, Señor von Miranda de Ebro, Almenara und Palazuelos de la Sierra
- Sancho López de Haro, Abt des Klosters Dan Millán de la Cogolla